# Melampsoridium asiaticum
Melampsoridium asiaticum är en svampart som beskrevs av S. Kaneko & Hirats. f. 1983. Melampsoridium asiaticum ingår i släktet Melampsoridium och familjen Pucciniastraceae.   Inga underarter finns listade i Catalogue of Life.